# Prezident Ukrajiny
Prezident Ukrajiny (ukrajinsky Президент України, Prezydent Ukrajiny) je hlavou Ukrajiny. Prezident řídí zahraničněpolitickou činnost státu, vede jednání a uzavírá mezinárodní smlouvy. Prezident je volen přímo ukrajinskými občany na pětileté funkční období (bez ohledu na to, zda jsou prezidentské volby předčasné nebo plánované) a může být zvolen maximálně dvakrát po sobě.
Oficiálním sídlem prezidenta je Mariinský palác, který se nachází v Kyjevě. Mezi další oficiální rezidence patří Dům s chimérami a Dům plačící vdovy, které jsou využívány pro oficiální návštěvy zahraničních představitelů. Kancelář prezidenta Ukrajiny poskytuje prezidentovi poradenství v domácích, zahraničních a právních záležitostech.
Od založení úřadu 5. prosince 1991 se na Ukrajině vystřídalo šest prezidentů. Prvním prezidentem byl Leonid Kravčuk, který vykonával úřad v letech 1991–1994. Leonid Kučma byl jediným prezidentem, který vykonával úřad dvě po sobě jdoucí funkční období. Viktor Juščenko, Petro Porošenko a Viktor Janukovyč zastávali úřad jedno funkční období, přičemž posledně jmenovaný byl 21. února 2014 nahrazen úřadujícím prezidentem Oleksandrem Turčynovem, který poté zastával i úřad předsedy ukrajinského parlamentu. Oleksandr Turčynov byl jediným úřadujícím prezidentem v novodobé historii Ukrajiny. Pravomoci úřadujícího prezidenta jsou značně omezené. Dne 18. června 2015 byl Janukovyč oficiálně zbaven titulu prezidenta Ukrajiny.
Současným prezidentem je Volodymyr Zelenskyj, který se úřadu ujal 20. května 2019.

## Volba
Prezidentem republiky může být zvolen občan, který má právo volit, dosáhl věku 35 let, pobývá v zemi posledních 10 let a plně ovládá ukrajinštinu. Prezident je volen na pět let a může být zvolen maximálně dvakrát po sobě.
Prezident je volen v přímých volbách ukrajinskými občany staršími 18 let. Podle ústavy se řádné prezidentské volby konají poslední neděli posledního měsíce pátého roku funkčního období stávajícího prezidenta. Pokud pravomoci prezidenta skončily před uplynutím jeho funkčního období, musí se volby konat do 90 dnů od skočení funkčního období.
Kandidáti usilující o zvolení jsou povinni zaplatit nominační kauci ve výši 2 500 000 hřiven, která se vrací pouze těm kandidátům, kteří postoupí do druhého kola hlasování.
V prvním kole může být zvolen kandidát, který získá nadpoloviční většinu všech platných hlasů. Pokud nikdo nadpoloviční většinu nezíská, koná se druhé kolo, do kterého postupují dva nejúspěšnější kandidáti z prvního kola. Ve druhém kole pak bude zvolen ten kandidát, který získá více hlasů.
Poslední prezidentské volby se konaly 21. dubna 2019.